# Berga landskommun, Småland
Berga landskommun var en tidigare kommun i Kronobergs län.

## Administrativ historik
När 1862 års kommunalförordningar trädde i kraft inrättades i Sverige cirka 2 500 kommuner. Huvuddelen av dessa var landskommuner (baserade på den äldre sockenindelningen), vartill kom 89 städer och åtta köpingar. I Berga socken i Sunnerbo härad i Småland inrättades då denna kommun.
Vid kommunreformen 1952 bildade den storkommun genom sammanläggning med de tidigare kommunerna Dörarp och Vittaryd.
År 1971 upplöstes den och dess område gick upp i Ljungby kommun.
Kommunkoden 1952–70 var 0730.

### Kyrklig tillhörighet
I kyrkligt hänseende tillhörde kommunen Berga församling. Den 1 januari 1952 tillkom Dörarps församling och Vittaryds församling.

## Kommunvapen
Blasonering: Sköld medelst klyvning och tinnskuredelning kvadrerad i blått och guld, med i fält 1 trenne till ett gaffelkors sammanställda blixtar av guld och i fält 2 ett blått avslitet stenbockshuvud.
Vapnet fastställdes 1955.

## Geografi
Berga landskommun omfattade den 1 januari 1952 en areal av 306,64 km², varav 268,05 km² land.

### Tätorter i kommunen 1960
| Tätort   | Folkmängd |
| -------- | --------- |
| Lagan    | 606       |
| Åby      | 331       |
| Vittaryd | 224       |

Tätortsgraden i kommunen var den 1 november 1960 33,6 procent.

## Politik

### Mandatfördelning i valen 1938–1966
| 5 | 11 | 5 | 4 |

| 25 |

| 7 | 10 | 4 | 4 |

| 25 |

| 7 | 10 | 5 | 3 |

| 24 |

| 10 | 12 | 7 | 6 |

| 34 |

| 10 | 13 | 6 | 6 |

| 33 |

| 8 | 15 | 7 | 5 |

| 34 |

| 10 | 14 | 6 | 5 |

| 33 |

| 9 | 15 | 6 | 5 |

| 32 |